# SMS Thüringen
O SMS Thüringen foi um navio couraçado operado pela Marinha Imperial Alemã e a terceira embarcação da Classe Helgoland depois do SMS Helgoland e SMS Ostfriesland e seguido pelo SMS Oldenburg. Sua construção começou em novembro de 1908 nos estaleiros da AG Weser em Bremen, sendo lançado ao mar em novembro de 1909 e comissionado em julho de 1911. O projeto do Thüringen e seus irmãos representava uma melhora considerável em relação à anterior Classe Nassau em termos de armamento e propulsão. O navio tinha uma bateria principal composta por doze canhões de 305 milímetros montados em seis torres de artilharia duplas dispostas em um incomum arranjo hexagonal, deslocamento de mais de 24 mil toneladas e uma velocidade máxima de 21 nós (39 quilômetros por hora).
O Thüringen foi comissionado na Frota de Alto-Mar e em tempos de paz seu serviço consistiu principalmente de rotinas de exercícios individuais ou junto com o resto da força alemã. O navio participou de todas as grandes operações navais alemães na Primeira Guerra Mundial no Mar do Norte, incluindo a Batalha da Jutlândia em 1916. Também teve algumas ações no Mar Báltico contra a Marinha Imperial Russa, principalmente no Golfo de Riga em 1915. O couraçado não participou de mais nenhuma grande operação depois da Jutlândia e acabou por ser entregue aos Aliados ao final da guerra após o afundamento da frota alemã em Scapa Flow. Ele foi transferido para Marinha Nacional Francesa e feito navio alvo de testes, afundando perto de Gâvres em 1923 e sendo parcialmente desmontado até 1933.

## Características

O Thüringen usava o mesmo arranjo hexagonal da bateria principal empregado anteriormente nos couraçados da predecessora Classe Nassau.

O SMS Thüringen tinha 167,2 metros de comprimento, boca de 28,5 metros e calado de 8,94 metros. Seu deslocamento totalmente carregado chegava em 24,7 mil toneladas. Seu sistema de propulsão era composto por quinze caldeiras a carvão que alimentavam três motores de tripla expansão com quatro cilindros, que por sua vez impulsionavam três hélices quádruplas de 5,1 metros de diâmetro. A potência gerada pelas máquinas era de 28 mil cavalos-vapor (20,9 mil quilowatts), o que lhe permitia alcançar uma velocidade de 21,2 nós (39,3 quilômetros por hora). O Thüringen transportava até 3,2 mil toneladas de carvão, o que lhe dava um alcance de 5 500 milhas náuticas (10 190 quilômetros) a dez nós (dezenove quilômetros por hora). As caldeiras foram modificadas em 1915 para borrifarem combustível sobre o carvão; a embarcação podia transportar até 197 toneladas de óleo combustível. Sua tripulação era formada por 42 oficiais e 1071 marinheiros.
A bateria principal do Thüringen consistia de doze canhões SK L/50 de 305 milímetros. Estes eram montados em seis torres de artilharia arranjados em uma incomum configuração hexagonal: uma na proa, uma na popa e duas de cada lado. Seus armamentos secundários eram compostos por catorze canhões SK L/45 de 150 milímetros montadas em casamatas e catorze canhões SK L/45 de 88 milímetros, também em casamatas. Duas de suas armas de 88 milímetros foram substituídas em 1914 por canhões antiaéreos também de 88 milímetros. Além disso, havia seis tubos de torpedos de quinhentos milímetros instalados abaixo da linha d'água; um na proa, outro na popa e dois em cada lateral. O cinturão de blindagem tinha entre oitenta milímetros de espessura nas extremidades e trezentos na área central do navio, enquanto atrás do cinturão ficava uma antepara de torpedo de trinta milímetros de espessura. O convés era protegido por uma blindagem que ia desde 55 a oitenta milímetros de espessura. A torre de comando dianteira era protegida por um teto de duzentos milímetros e laterais de quatrocentos, já a torre traseira tinha uma proteção de cinquenta milímetros no teto e duzentos nas laterais. As torres de artilharia possuíam tetos de cem milímetros e laterais de trezentos, e as casamatas tinham 170 milímetros mais escudos de oitenta milímetros.

## História
O Thüringen foi encomendado pela Marinha Imperial Alemã sob o nome provisório de Ersatz Beowulf, como um substituto para o antigo navio de defesa de costa SMS Beowulf. O contrato para a construção foi entregue para a AG Weser de Bremen, ocorrendo sob o número 166. O batimento de quilha aconteceu no dia 2 de novembro de 1908 e foi lançado um ano depois em 27 de novembro de 1909. Ele foi batizado pela duquesa Adelaide de Saxe-Altemburgo, enquanto Guilherme Ernesto, Grão-Duque de Saxe-Weimar-Eisenach, realizou um discurso. Os trabalhos de equipagem, que incluíam a finalização da superestrutura e instalação dos armamentos, duraram até junho de 1911. Seis barcas de pontão foram amarradas no couraçado a fim de reduzir seu calado para que ele pudesse ser rebocado pelo rio Weser até o Mar do Norte. A embarcação, nomeada em homenagem a região da Turíngia, foi comissionada na Frota de Alto-Mar em 1º de junho de 1911, pouco menos de três anos depois do início das obras.
O navio realizou seus testes marítimos logo em seguida e eles foram completados em 10 de setembro. O Thüringen foi designado nove dias depois para a I Esquadra de Batalha, juntando-se a seus irmãos. Ele então conduziu exercícios de treinamento individuais que foram sucedidos por treinamentos junto com toda a I Esquadra e por fim manobras da frota em novembro. O cruzeiro anual de verão normalmente ia até a Noruega, porém em 1911 foi interrompido pela Crise de Agadir, assim o cruzeiro só chegou no Mar Báltico. O couraçado e o resto da frota entraram pelos dois anos seguidos em um padrão de exercícios individuais, divisionais e em frota.
A Marinha Imperial fez seu último cruzeiro de verão completo em tempos de paz em julho de 1913, realizando exercícios perto de Skagen na Dinamarca e então seguido para os fiordes noruegueses em 25 de julho. O cruzeiro anual para a Noruega de 1914 começou em 14 de julho. Entretanto, a frota começou a voltar para a Alemanha já no dia seguinte como resultado do ultimato da Áustria-Hungria para a Sérvia. Todos os navios reuniram-se perto do Cabo Skadenes no dia 27 antes de voltarem para o porto, onde permaneceram em estado de alerta. A guerra entre os dois países começou em 28 de julho e em apenas uma semana todas as grandes potências europeias também entraram no conflito, iniciando a Primeira Guerra Mundial. O Thüringen e o resto da I Esquadra voltaram para Wilhelmshaven no dia 29.

### Primeira Guerra

#### Ações iniciais
O navio esteve presente durante a primeira incursão da frota alemã para o Mar do Norte, ocorrida entre 2 e 3 de novembro de 1914. Não foram encontradas forças britânicas durante a operação. Uma segunda incursão aconteceu em 15 e 16 de dezembro. Esta ação foi o começo de uma estratégia adotada pelo almirante Friedrich von Ingenohl, o comandante da Frota de Alto-Mar. Ele tinha a intenção de usar os cruzadores de batalha do I Grupo de Reconhecimento do contra-almirante Franz Hipper para atacar cidades costeiras do Reino Unido a fim de atrair partes da Grande Frota, a principal força naval britânica, para uma emboscada onde pudessem ser destruídas pelos alemães. A frota deixou o porto no dia 15 para atacar as cidades de Scarborough, Hartlepool e Whitby. À noite, a força alemã de oito couraçados pré-dreadnought e seis couraçados modernos, incluindo o Thüringen e seus três irmãos, chegaram a estar a dez milhas náuticas (dezenove quilômetros) de distância de um esquadra britânica destacada de apenas seis couraçados. Entretanto, ataques entre contratorpedeiros e barcos torpedeiros em meio a escuridão convenceram Ingenohl que ele estava enfrentando toda a frota britânica. Ele estava sob ordens do imperador Guilherme II de não arriscar seus navios desnecessariamente e assim recuou de volta para a Alemanha.
A Batalha do Banco de Dogger ocorreu em 24 de janeiro de 1915, quando a 1ª e 2ª Esquadras de Cruzadores de Batalha do vice-almirante sir David Beatty emboscaram a I Esquadra de Reconhecimento. O Thüringen e o resto da I Esquadra de Batalha partiram às 12h33min para auxiliar os cruzadores de batalha alemães, acompanhados dos pré-dreadnoughts da II Esquadra. Entretanto, foi tarde de mais e eles não conseguiram encontrar os navios britânicos. A frota retornou para a Rada de Schillig fora de Wilhelmshaven às 19h05min. Nesse meio tempo, a força britânica concentrou seus tiros no cruzador blindado SMS Blücher e ele afundou, enquanto o SMS Seydlitz foi seriamente danificado por um incêndio no depósito de munições. O imperador removeu Ingenohl de seu posto em 2 de fevereiro e o substituiu pelo almirante Hugo von Pohl.
Os oito navios da I Esquadra foram para o Mar Báltico em 22 de fevereiro de 1915 para treinarem até 13 de março. Eles participaram de uma série de incursões para o Mar do Norte depois de retornarem que transcorreram sem incidentes, nos dias 29 e 30 de março, 17 e 18 de abril, 17 e 18 de maio e em 29 e 30 de maio. O Thüringen e o resto da frota depois permaneceram no porto até 4 de agosto, quando a I Esquadra foi enviada de volta para o Báltico para outra rodada de treinamentos. A esquadra então foi colocada junto com uma força naval em uma tentativa de tomar o Golfo de Riga das forças da Marinha Imperial Russa. A força incluía os oito couraçados da I Esquadra, os cruzadores de batalha Seydlitz, SMS Von der Tann e SMS Moltke, vários cruzadores rápidos, 32 barcos torpedeiros e treze caça-minas. O plano era para que caminhos fossem criados através dos campos minados inimigos para que a presença naval russa pudesse assim ser eliminada. Os alemães então criariam campos minados próprios para impedir que os inimigos entrassem no golfo. Os couraçados SMS Nassau e SMS Posen foram destacados em 16 de agosto com o objetivo de escoltar os caça-minas e destruir o couraçado pré-dreadnought russo Slava, porém fracassaram em sua missão. Os campos minados russos foram liberados depois de três dias e a flotilha entrou no golfo no dia 19, porém submarinos inimigos na área fizeram os alemães recuarem logo no dia seguinte. A I Esquadra retornou para Wilhelmshaven em 26 de agosto.
A Frota de Alto-Mar realizou entre 23 e 24 de outubro sua última grande operação sob o comando de Pohl, porém terminou sem confronto com forças britânicas. Pohl estava doente de câncer no fígado e foi substituído em janeiro de 1916 pelo vice-almirante Reinhard Scheer. Este propôs uma política mais agressiva pensada para forçar um confronto com a Grande Frota britânica; ele recebeu aprovação do imperador no mês seguinte. A primeira operação de Scheer foi uma varredura do Mar do Norte de 5 a 7 de março, seguida por outras duas entre 21 e 22 e de 25 até 26 de março. O Thüringen apoiou um ataque à costa britânica em 24 de abril realizado pela força de cruzadores de batalha. Estes partiram da Angra de Jade às 10h55min e o resto da Frota de Alto-Mar seguiu às 13h40min. O Seydlitz bateu em uma mina no caminho e precisou recuar. Os outros cruzadores de batalha bombardearam a cidade de Lowestoft, porém encontraram a Força de Harwich de cruzadores de batalha britânicos enquanto aproximavam-se de Yarmouth. As embarcações enfrentaram-se brevemente até os britânicos recuarem. Relatos de submarinos inimigos fizeram o I Grupo de Reconhecimento recuar. Scheer nesse momento fora informado que a Grande Frota tinha deixado sua base em Scapa Flow na Escócia, assim deu ordem para seus navios voltarem para águas alemãs.

#### Jutlândia

Mapa mostrando os principais movimentos da Batalha da Jutlândia. Os alemães são mostrados em vermelho enquanto os britânicos em azul.

O Thüringen esteve presente nas operações que resultaram na Batalha da Jutlândia, que ocorreu entre os dias 31 de maio e 1º de junho de 1916. A frota alemã mais uma vez tentou atrair e isolar uma parte da Grande Frota e destruí-la antes que a força principal britânica pudesse retaliar. O couraçado foi a segunda embarcação da I Divisão da I Esquadra e o décimo navio na linha de batalha, ficando atrás da capitânia de esquadra Ostfriesland e à frente do SMS Helgoland. A I Esquadra formava o centro da linha alemã, atrás dos oito couraçados das Classes König e Kaiser pertencentes a III Esquadra. Os seis pré-dreadnoughts das III e IV Divisões da II Esquadra de Batalha compunham a traseira da formação.
O I Grupo de Reconhecimento encontrou a 1ª Esquadra de Cruzadores de Batalha de Beatty pouco antes das 16h. Os dois lados começaram um duelo de artilharia que resultou na destruição do HMS Indefatigable pouco depois das 17h, enquanto o HMS Queen Mary afundou meia hora depois. Os alemães nesse momento já estavam navegando para o sul a fim de levar o inimigo em direção do resto da Frota de Alto-Mar. A tripulação do couraçado SMS König, que liderava a linha alemã, avistou a aproximação do I Grupo de Reconhecimento e da 1ª Esquadra de Cruzadores de Batalha às 17h30min. Os cruzadores alemães viraram para estibordo, enquanto os britânicos foram para bombordo. Scheer ordenou às 17h45min uma manobra para colocar seus navios mais próximos dos britânicos, dando a ordem de abrir fogo um minuto depois.
Os couraçados da dianteira alemã enfrentaram os cruzadores de batalha britânicos, enquanto o Thüringen e outros dez couraçados dispararam na 2ª Esquadra de Cruzadores Rápidos britânica por estarem muito longe da linha de frente. O Thüringen e o SMS Kronprinz enfrentaram o HMS Dublin, porém não acertaram o alvo. O Thüringen atirou por oito minutos a uma distância de dezessete a dezenove quilômetros, gastando 29 projéteis de 305 milímetros. Os cruzadores britânicos HMS Nestor e HMS Nomad tinham sido desabilitados mais cedo e estavam bem no caminho do avanço da Frota de Alto-Mar. O Thüringen e outros três couraçados destruíram o Nestor com suas armas primárias e secundárias, enquanto vários navios da III Esquadra afundaram o Nomad. O couraçado britânico HMS Warspite entrou no alcance pouco depois das 19h15min; o Thüringen abriu fogo dez minutos depois com suas baterias primária e secundária a uma distância de 9,7 a 10,8 quilômetros. Foram disparados 21 projéteis de 305 milímetros e 37 de 150 milímetros em um espaço de cinco ou seis minutos, depois do qual o Warspite foi perdido de vista sem ter sido acertado. O fogo então passou para o HMS Malaya. O couraçado alemão disparou vinte salvos em sete minutos contra o navio britânico a uma distância de 12,9 quilômetros, errando todos e por fim seguindo a ordem de Scheer de parar o confronto e recuar.
A Frota de Alto-Mar reorganizou-se às 23h30min na formação de navegação noturna. O Thüringen era o sétimo navio, posicionado na frente da linha de 24 navios. As unidades da dianteira alemã encontraram forças rápidas britânicas uma hora depois e um violento confronto a curta distância começou. O cruzador blindado HMS Black Prince em algum momento por volta das 1h10min foi parar no meio da linha inimiga. O Thüringen iluminou a embarcação com seus holofotes e disparou com sua bateria principal a curtíssima distância. O primeiro disparou acertou perto da torre de artilharia traseira do Black Prince, que aparentemente explodiu. O couraçado alemão atirou dez projéteis de 305 milímetros, 27 de 150 milímetros e 24 de 88 milímetros. Outros três couraçados juntaram-se nos disparos, com o Black Prince rapidamente sendo destruído por uma explosão de munição. O Thüringen avistou meia hora depois o que parecia ser um cruzador rápido britânico. Ele disparou um iluminador a abriu fogo com suas armas secundárias. A embarcação era na verdade o contratorpedeiro HMS Turbulent. O Thüringen disparou dezoito projéteis de 150 milímetros e seis de 88 milímetros antes de lançar outro iluminador. O Turbulent aparentemente emborcou para estibordo, porém continuou flutuando até ser afundado pelo SMS Regensburg e pelos barcos torpedeiros SMS V71 e SMS V73.
A frota alemã conseguiu atravessar os contratorpedeiros britânicos e alcançar o Recife de Horns às 4h00min. Os navios chegaram na Angra de Jade algumas horas depois; o Thüringen, Helgoland, Nassau e SMS Westfalen assumiram posições defensivas na rada enquanto as embarcações intactas da III Esquadra ancoraram na entrada de Wilhelmshaven. Os couraçados restantes atracaram, com aqueles que ainda tinham condições de combate sendo reabastecidos com munição e combustível. O Thüringen, no decorrer da batalha, disparou ao todo 107 projéteis de 305 milímetros, 115 de 150 milímetros e 22 de 88 milímetros. O navio em si saiu da batalha completamente ileso.

#### Outras ações
Scheer tentou repetir a operação de 31 de maio em 18 de agosto. O Moltke e o Von der Tann, os únicos cruzadores de batalha alemães em condições de combate, apoiados por três couraçados, deveriam bombardear a cidade costeira de Sunderland em uma tentativa de atrair os cruzadores de Beatty. O resto da frota, incluindo o Thüringen, viria atrás a fim de proporcionar cobertura. A inteligência britânica informou o almirante sir John Jellicoe no mesmo dia sobre a partida dos alemães, assim ele enviou a Grande Frota para interceptá-los. Scheer virou para o norte ao se aproximar da costa britânica depois de receber relatos falsos de um zepelim sobre unidades britânicas na área. O bombardeamento assim não foi realizado e o almirante foi avisado às 14h35min sobre a aproximação da Grande Frota, decidindo voltar para a Alemanha.
O Thüringen e o resto da I Esquadra proporcionaram apoio para uma varredura do Banco de Terschelling nos dias 25 e 26 de setembro feita pelo II Líder de Barcos Torpedeiros. Scheer realizou outra operação da frota entre 18 e 20 de outubro, porém danos no leme impediram que o Thüringen participasse. O navio foi designado para funções de guarda da Angra da Alemanha pela maior parte de 1917. Ele e seus irmãos foram para os estreitos dinamarqueses em outubro na Operação Albion, um ataque anfíbio contra as ilhas russas do Golfo de Riga, com o objetivo de bloquear qualquer tentativa britânica de intervir. Os quatro chegaram na Baía de Putzig em 28 de outubro e partiram para Arensburgo no dia seguinte. A operação foi finalizada em 2 de novembro e o Thüringen e seus irmãos retornaram para o Mar do Norte. Uma última incursão da frota ocorreu entre 23 e 24 de abril de 1918. O Thüringen, Ostfriesland e Nassau formaram uma unidade especial para a Operação Schlußstein, uma planejada ocupação de Petrogrado. Os três chegaram no Báltico em 10 de agosto, porém a ação foi adiada e depois cancelada. A unidade foi dissolvida no dia 21 e eles retornaram para Wilhelmshaven dois dias depois.

### Fim da guerra
O Thüringen e seus três irmãos deveriam participar de uma última ação da frota no final de outubro de 1918, duas semanas antes da assinatura do Armistício de Compiègne. A maior parte da Frota de Alto-Mar deveria deixar sua base em Wilhelmshaven e enfrentar a Grande Frota; Scheer, agora chefe do estado-maior naval, tinha a intenção de infligir o máximo dano possível contra a Marinha Real, não importando o custo para seus próprios navios, a fim de melhorar a posição de barganha da Alemanha. Muitos dos marinheiros veteranos e cansados da guerra acharam que a operação atrapalharia o processo de paz e prolongaria o confronto. Foi emitida uma ordem em 29 de outubro para que as embarcações partissem na manhã seguinte. Vários marinheiros a bordo do Thüringen se amotinaram durante a noite, seguidos por outros navios. Os foguistas desligaram as caldeiras e recusaram-se a trabalhar. Os barcos torpedeiros SMS B110 e SMS B112 mais o u-boot SM U-135 apontaram suas armas para o couraçado no dia seguinte. Grande parte de sua tripulação, 314 marinheiros e 124 foguistas, foram presos e levados para fora do navio. Isto não foi o suficiente para suprimir o motim e ele logo se espalhou para toda a frota. A agitação forçou Scheer e Hipper a cancelarem a ação. O imperador, ao ser informado da situação, exclamou "Não tenho mais uma marinha".
A maior parte da Frota de Alto-Mar, sob o comando do contra-almirante Ludwig von Reuter, foi internada em Scapa Flow após o armistício. Apenas os navios mais modernos foram enviados para o internamento; os quatro da Classe Helgoland permaneceram na Alemanha. O armistício foi assinado em 11 de novembro e o Thüringen foi descomissionado no dia 16 de dezembro, sendo usado depois disso como navio alojamento. A frota britânica de vigia deixou Scapa Flow na manhã do dia 21 de junho de 1919 a fim de realizar treinamentos, com Reuter transmitindo às 11h20min uma ordem para que todos os navios fossem deliberadamente afundados. Em quatro horas, 52 embarcações afundaram. O Thüringen foi retirado da lista naval em 5 de novembro de 1919. O destino dos oito couraçados alemães restantes foi decidido pelo Tratado de Versalhes, que afirmou que eles deveriam ser desarmados e entregues aos Aliados. O Thüringen foi transferido para a Marinha Nacional Francesa em 29 de abril de 1920 sob o nome de "L". Uma tripulação alemã mínima levou a embarcação até Cherbourg-Octeville para a transferência oficial. Ele foi usado como alvo de tiro até afundar perto de Gâvres em 1923. O Thüringen foi parcialmente desmontado no local entre 1923 e 1933, porém partes do navio continuam submersas.